# Stadio Riviera delle Palme
Lo stadio Riviera delle Palme è il principale impianto sportivo di San Benedetto del Tronto e ospita le gare casalinghe della società U.S. Sambenedettese.
A livello internazionale ha ospitato incontri di calcio della selezione maggiore della Nazionale femminile, varie nazionali giovanili fra cui la Nazionale Under-21 maschile e talora anche test match della Nazionale maschile di rugby.
Completato a metà degli anni '80, è stato premiato in Lussemburgo come miglior opera sportiva in acciaio del 1985 dall'Associazione Europea Costruzioni in Acciaio. Si decise di intitolare l'impianto, con consenso unanime, alla Riviera della Palme, area turistica di cui San Benedetto del Tronto è la principale località.
L'impianto è concesso in gestione alla U.S. Sambenedettese.

## Storia

### Antefatti
Le radici dello stadio Riviera delle Palme affondano nei primi anni ottanta. Il vecchio stadio Fratelli Ballarin non era ritenuto sicuro dopo la tragedia del 7 giugno 1981. L'incendio scatenatosi nella gradinata sud causò la morte di due ragazze, 64 ustionati, di cui 11 in gravi condizioni, e un totale di 168 feriti. Il Fratelli Ballarin, con una capienza di circa 13 000 spettatori, sorgeva a ridosso del Porto, in una zona altamente industrializzata e densamente abitata, ed era spesso teatro di scontri fra tifosi locali e ospiti. Era inoltre privo di vie di fuga e sprovvisto di parcheggi per l'afflusso e deflusso della tifoseria locale e di quella ospite, per cui non vi erano più i requisiti per il mantenimento dell'ordine pubblico, della sicurezza e dell'incolumità di spettatori e cittadini. Da quel momento l'amministrazione comunale di San Benedetto del Tronto, con a capo l'allora sindaco Alberto Cameli, e la società Sambenedettese Calcio, guidata dal presidente Ferruccio Zoboletti, iniziarono a studiare una soluzione alternativa. Venne individuato come luogo sul quale doveva sorgere il nuovo stadio un'area a ridosso della zona Brancadoro, al di fuori del centro abitato fra la zona nord e sud della città di San Benedetto, con la Ferrovia Adriatica ad est e la statale 16 ad ovest e a soli 300 metri dalla Strada Provinciale Sopraelevata, collegata direttamente all'Autostrada A14 e al Raccordo autostradale 11. I lavori del nuovo stadio iniziarono nel 1983 e ne furono incaricate varie aziende locali e dell'hinterland sambenedettese, fra le quali l'azienda dall’allora vice presidente della Sambenedettese Sergio Bocci.

### Progetto e costruzione
Elemento caratteristico della struttura sono le quattro torri, cilindri in cemento armato contenenti i servizi attorno ai quali sono agganciati elementi prefabbricati che, collegati, si sviluppano secondo due eliche sovrapposte sfalsate di 180 gradi che permettono una partenza e un arrivo in posizioni diametralmente opposte, ruotando attorno allo stesso asse. Realizzate dalla ditta Cattolica Costruzioni di Reggio Emilia, sono l'elemento caratteristico dello stadio: realizzate in cemento armato precompresso, favoriscono l'afflusso e il deflusso degli spettatori e inglobano un piccolo bar, i servizi igienici e le torri faro per l'illuminazione dell'impianto sportivo. Fungono da cerniera, compositiva e funzionale, tra le tribune e le curve disposte su due anelli sovrapposti. Particolare architettonico dell'impianto, le torri sono state riprese e adottate da impianti sportivi molto più grandi e in tutto il mondo, tra cui ricordiamo le torri dello Stadio Giuseppe Meazza, dopo la ristrutturazione ultimata nel 1990 in occasione dei Campionato mondiale di calcio 1990, quelle del Manchester Stadium e del Santiago Bernabéu, prima della ristrutturazione del 2019–2022.
Lo stadio, a struttura portante in acciaio su progetto strutturale degli Ingegneri Alessandro Inghilleri, Giuseppe Bartolomei e Marco Marchetti ed architettonico dell'arch. Vincenzo Acciarri, presenta una ossatura portante in acciaio che sorregge gradoni in calcestruzzo armato prefabbricato. Questa atipica ed interessante concezione strutturale affonda le sue radici nelle ricerche universitarie di Vincenzo Acciarri, nelle facoltà di architettura di Firenze e poi Venezia.
 

La centralità del plastico in tutte le fasi progettuali del “Riviera delle Palme” deriva proprio dalla consapevolezza che non fosse possibile progettare una struttura così complessa solo affidandosi al disegno e alle proiezioni ortogonali. Un ruolo importante sul funzionamento della soluzione strutturale proposta da Acciarri fu svolto dall'ingegnere Alessandro Inghilleri, il quale commissionò ad una società Padova un programma per computer che permettesse il modello fisico in modello virtuale; il primo AutoCAD fu realizzato nel 1982, mentre il primo ArchiCAD era datato 1984.
Il Riviera delle Palme Inizialmente presentava una capienza di circa 22 000 spettatori, e fu progettato per la possibilità di un futuro ampliamento. La proposta del 1982 prevedeva la copertura della sola tribuna centrale ovest, di altezza maggiore rispetto alle altre, lasciando aperta la possibilità per le altre tribune di future sopraelevazioni e coperture. L'eventuale ampliamento dell'impianto riguardava la Tribuna Est che, come da progetto iniziale, doveva essere con le medesime particolarità architettoniche e strutturali della Tribuna Ovest, ma non coperta. La maggiore capienza si sarebbe ricavata dalla sopraelevazione dell'intera tribuna, collegata quindi alle torri d'angolo per l'afflusso e deflusso degli spettatori, come nella Tribuna Ovest. Questo ampliamento avrebbe portato la capienza totale a circa 25 000 spettatori totali. Un ulteriore progetto di ampliamento prevedeva anche la sopraelevazione dei settori curva nord e curva sud, per così portare la capienza massima a circa 40 000 posti. Dal 2010, dopo i lavori di riammodernamento, per sottostare alle norme di sicurezza negli stadi, la capienza autorizzata fu ridotta a circa 14 000 posti numerati, tutti a sedere, disposti su due anelli con copertura integrale in tutti i settori. Sopra la copertura è posta una pannellatura di celle fotovoltaiche. Nel 2013 sul sito Calcioweb è stato inserito nella lista degli stadi più belli d'Italia.

### Copertura e impianto fotovoltaico

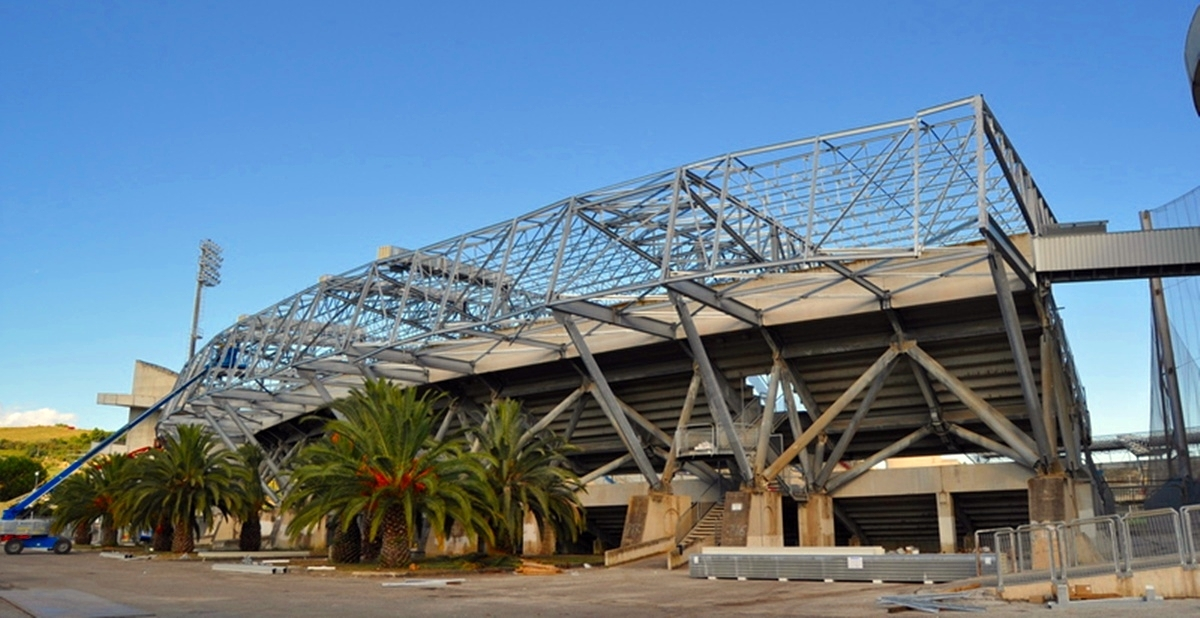
La realizzazione della struttura della copertura effettuata della CMP International

Nell'estate del 2010, con la Sambenedettese che aveva appena vinto il campionato di Eccellenza, e il presidente Sergio Spina ha presentato alla città e al Comune un progetto di copertura integrale dello stadio, riprendendo lo schema strutturale del progetto originario del 1982, e la realizzazione di un impianto di pannelli fotovoltaici con potenza fino a 1,2 megawatt. Il progetto della copertura del Riviera delle Palme e dell’impianto fu affidato all’ingegner Enrico Cinciripini. I lavori iniziarono nell'agosto del 2010 e si conclusero nell'autunno del 2011 con un costo complessivo di oltre 5 milioni di euro. L'impianto fotovoltaico è posizionato al di sopra della copertura delle tribune e comprende 4 546 pannelli fotovoltaici in silicio policristallino da 220 Wp, che rendono la struttura completamente indipendente dal punto di vista energetico. È il secondo stadio italiano, dopo il Bentegodi di Verona, ad utilizzare questa soluzione per la produzione di energia alternativa.

### Manutenzione straordinaria
Nell'estate del 2016, con il ritorno della Sambenedettese in Lega Pro, lo stadio Riviera delle Palme ha usufruito di una serie di interventi di restyling, per ottenere l'agibilità dell'impianto riguardanti:
- Adeguamento dell'impianto di videosorveglianza
- Adeguamento dell'impianto di illuminazione interna ed esterna
- Tornellazione (i tornelli erano esistenti ma ancora sprovvisti del software di gestione per il controllo accessi)

e altri piccoli interventi richiesti dalla Commissione Provinciale Vigilanza Pubblico Spettacolo.
Il Comune di San Benedetto del Tronto, di fatto, ha dato mandato alla Sambenedettese Calcio di effettuare gli interventi mancanti per un costo di 200.000 euro.
Nell'estate del 2019 nello stadio sono state effettuate alcune opere di manutenzione per adeguarsi alla normativa stabilita dalla Lega Italiana Calcio Professionistico; tra queste rientrano l'installazione di seggiolini sulla Tribuna Ovest e sulla Tribuna Est Mare / Distinti, l'ammodernamento della sala stampa ed i lavori per la costruzione di una zona mista nell’area degli spogliatoi-sala stampa.

### Nuovo manto erboso
Nell'agosto 2020 sono partiti i lavori per il rifacimento e la sostituzione del manto erboso naturale del Riviera delle Palme, che durava dal 1985, con un manto di ultima generazione PowerGrass – naturale rinforzato col sintetico.

### Murale
Nel 2005, nella parte retrostante nella porzione della copertura del settore curva nord è presente il murale dedicato alla memoria di Massimo Bruni detto “Cioffi”, storico ultras scomparso tragicamente. Il murale "Il Tempio del Tifo", composto da caratteri cubitali ben visibili anche dall’esterno, riprende la grafica dello striscione che risale agli anni '80.

### Inaugurazione e debutto
Venne inaugurato il 13 gennaio 1985 alla presenza del sindaco di San Benedetto Alberto Cameli, il presidente della Sambenedettese Ferruccio Zoboletti e il dirigente dell'Inter Giacinto Facchetti, in quella occasione si disputarono due incontri del Campionato Provinciale Giovanissimi 1984-1985.
L'inaugurazione avvenne il 13 agosto 1985 con una partita amichevole fra il Milan e la Samb terminata 1-1 con goal di Ugo Bronzini per i locali e Paolo Rossi per i rossoneri davanti a uno stadio gremito.
San Benedetto del Tronto, Stadio Riviera delle Palme, 13 agosto 1985
SAMBENEDETTESE - MILAN 1-1 (1-1)
Marcatori: 10' Bronzini, 38' Rossi.
Sambenedettese: Braglia (46' Mattolini); Pietrangeli, Schio, D. Ferrari (46' D'Angelo); Cagni, Bronzini, Manarin (62' Minuti); Galassi (87' Vagnoni); Fattori (46' Giunta); Manfrin (62' Turrini); Ginelli (46' Di Nicola).
Allenatore: Giampiero Vitali.
Milan: Terraneo (46' Nuciari); Cimmino, Maldini, Icardi (46' Mancuso); Di Bartolomei; Tassotti (46' Russo); Evani, Wilkins; Hateley, Rossi (46' Manzo); Virdis (79' Bortolazzi).
Allenatore: Nils Liedholm.
Arbitro: Maurizio Mattei (Macerata).
Spettatori: circa 22000

## Partite ospitate

### Calcio
Il 18 dicembre 1985 una rappresentativa nazionale ha fatto il suo esordio presso il Riviera delle Palme: l'Under-21 dell'Italia allenata da Azeglio Vicini, impegnata nelle Qualificazioni Europei '84-'86, affrontava la nazionale di pari categoria del Belgio, termina 3-0 per gli Azzurri (reti di Vialli, Francini e Baldieri).
Nel 1987 ha ospitato lo spareggio valevole la promozione in Serie A Cesena - Lecce, terminato 2-1; sugli spalti oltre 18 000 spettatori.
Il 23 marzo 1988 lo stadio ospitò la gara di ritorno dei quarti di finale del Campionato europeo di calcio Under-21 1988 fra Italia allenata da Cesare Maldini e la Francia, terminata 2-2 (reti di Rizzitelli e Ciocci per gli Azzurrini e una doppietta di Paille per la Francia) decretò l'eliminazione della nazionale italiana.
Il 17 gennaio 2001 ha ospitato un'amichevole fra le nazionali Under 21 dell'Italia e della Slovenia, la gara terminata 5-0 per gli Azzurrini di Claudio Gentile (autorete di Radosavljevic e le reti di Bonazzoli doppietta, Marchionni e Pirlo).
Il 10 agosto 2016 ha ospitato la gara amichevole fra le rappresentative under 21 dell'Italia allenata da Luigi Di Biagio e la Nazionale Albanese under 21, la gara terminata con un pareggio 0-0.
Il 7 giugno 2022 ha ospitato l'incontro di calcio valevole per il Torneo Otto Nazioni (Elite League U-20) fra l'Italia e la Polonia.

#### Trofei estivi e tornei giovanili
L'11 agosto 1997 ospitò un'amichevole per il "Trofeo Città di San Benedetto del Tronto" tra Juventus e Bayern Monaco.la gara ha fatto registrare il record assoluto di spettatori che furono oltre 20 000 di cui 18 033 paganti.
L'anno seguente altre amichevoli estive di lusso: Milan - Celta Vigo ed ancora la Juventus, stavolta contro l'Espanyol.
Nel febbraio 2012 ha ospitato alcune gare del Torneo di Viareggio 2012.
Il 6 agosto 2017 ha ospitato un'amichevole fra l'Inter e Villarreal.

#### Incontri delle nazionali italiane
Lo stadio Riviera delle Palme ha più volte assolto la funzione di campo interno per le selezioni nazionali italiane di calcio, sia in gare ufficiali che in amichevoli. Non ha mai ospitato gare della Nazionale A maschile.
- Nazionale femminile

| Arbitro: | Skapuollatis |

|                                            |           |           |
| Saldi 11’ Vignotto 28’, 36’ Carta 49’, 59’ | Marcatori | 83’ Kissi |

| Arbitro: | Rinaldi |

|                       |           |                          |
| Carta 19’ Guarino 47’ | Marcatori | 22’ Mellgren 66’ Medalen |

| Arbitro: | Kirsi Heikkinen |

|            |           |  |
| Panico 86’ | Marcatori |  |

- Under-19 maschile

| San Benedetto del Tronto 14 dicembre 2016, ore 15 UTC+2 Amichevole maschile | Italia | 0 – 0 referto | Serbia | Stadio Riviera delle Palme |

- Under-20 maschile

| Arbitro: | Matteo Marchetti |

|  |           |           |
|  | Marcatori | 90’ Tkocz |

- Under-21 maschile

| San Benedetto del Tronto 18 dicembre 1985, ore 15.00 CET Qualificazioni Europeo maschile '84-'86, 4ª gara gruppo 8 | Italia    | 3 – 0 referto | Belgio | Stadio Riviera delle Palme |
| Vialli 34’ Francini 36’ Baldieri 87’ Marcatori                                                                     |           |               |        |                            |
| |           |               |        |                            |
| Vialli 34’ Francini 36’ Baldieri 87’                                                                               | Marcatori |               |        |                            |

| Arbitro: | Kohl |

|                           |           |                 |
| Rizzitelli 42’ Ciocci 63’ | Marcatori | 84’, 89’ Paille |

| Arbitro: | Esquinas Torres |

|                                                                   |           |  |
| Radosavljevic 1’(aut.) Bonazzoli 8’, 20’ Marchionni 74’ Pirlo 91’ | Marcatori |  |

| San Benedetto del Tronto 10 agosto 2016, ore 20:45 UTC+2 Amichevole maschile | Italia          | 0 – 0 referto | Albania | Stadio Riviera delle Palme (4000 spett.)\| Arbitro: \| Johnny Casanova \| |
| Arbitro:                                                                     | Johnny Casanova |               |         |                                                                           |

#### Amichevoli internazionali
| Arbitro: | Treossi |

|             |           |  |
| Inzaghi 22’ | Marcatori |  |

| Arbitro: | Sputore |

|           |           |  |
| Boban 68’ | Marcatori |  |

| Arbitro: | Tombolini |

|  |           |           |
|  | Marcatori | 73’ Posse |

| Arbitro: | Michael Fabbri |

|                                   |           |             |
| Éder 26’ Jovetić 67’ Brozović 90’ | Marcatori | 40’ Soldado |

## Usi alternativi al calcio

### Usi sportivi
In due occasioni ha ospitato la Nazionale italiana di rugby entrambi test match di preparazione alla Coppa del Mondo di rugby. Il 17 agosto 2019 l'Italrugby ebbe la meglio sulla Russia per 85-15 mentre il 19 agosto 2023 a sfidare gli Azzurri ci fu la Romania, battuta 57-7.
| Arbitro: | Karl Dickson |

| |      |                             |
| Morisi 8’ Parisse 16’ Bellini 25’, 28’ Minozzi 38’, 60’, 74’ Hayward 40’ Allan 41’ Ferrari 48’ Padovani 58’, 67’ Canna 80+3’ | mt   | 18’ Golosnickij 79’ Fedotko |
| Allan 8’, 16’, 28’, 38’, 41’, 48’ Canna 58’, 67’, 74’, 80+3’                                                                 | tr   | 79’ Kušnarëv                |
| | c.p. | 3’ Gajsin                   |

| Arbitro: | Luke Pearce |

|                                                                                                 |    |                  |
| Odogwu 5’ Ioane 12’ A.Garbisi 16’ Capuozzo 20’, 53’ Nicotera 28’ Brex 43’ Lamb 66’ Halafihi 72’ | mt | 39’ meta tecnica |
| P.Garbisi 12’, 16’, 28’, 43’, 66’, 72’                                                          | tr |                  |

### Altri usi
Il 17 luglio 2007 spettacolo dello showman Fiorello “Volevo fare il ballerino… e non solo. Tour 2007” Il 27 luglio 2007 concerto del cantante Tiziano Ferro "Nessuno è solo Tour”

## Dati tecnici
- Capienza totale: 22 000 posti (anni 80-90)
- Capienza omologata: circa 14 000 posti (dal 2010)
- Tribuna stampa: 21 posti
- Settore disabili: 85 posti
- Dimensioni campo: 105 x 68 m
- Divisori interni: Recinzione

| Settore                                  | Posti |
| ---------------------------------------- | ----- |
| Curva nord Massimo Cioffi                | 2639  |
| Curva sud ospiti                         | 2590  |
| Tribuna ovest centrale Marino Bergamasco | 950   |
| Tribuna laterale nord Tiziano Manfrin    | 1860  |
| Tribuna laterale sud                     | 1773  |
| Tribuna VIP                              | 60    |
| Tribuna est mare                         | 3928  |
| Totale anelli                            | 13800 |
| Settore disabili                         | 85+85 |
| Tribuna stampa/Sky box                   | 21    |
| Totale complessivo                       | 13991 |

### Dotazioni
Lo stadio dispone di:
- Copertura integrale
- Amplificazione sonora
- Illuminazione campo
- Impianto TV a circuito chiuso interno ed esterno
- Dispositivi per la formazione e l'uso di energia rinnovabile
- Sedili in alluminio con caratteristiche antivandalo: Tribuna ovest, tribuna est
- Uffici
- Sala stampa "Sabatino D'Angelo"
- Palestra
- Bar
- Skybox/Posti stampa
- Spogliatoi
- Tornelli
- Servizi igienici

## Cultura di massa

### Nei media
Lo stadio compare nelle seguenti produzioni televisive e letterarie:
- È stato una location del film del 1985 Mezzo destro mezzo sinistro - 2 calciatori senza pallone.[68][69]
- Nel 2008 è stato usato come immagine di copertina per il libro Stadi d'Italia. La storia del calcio italiano attraverso i suoi templi di Sandro Solinas.[70]
- Nel 2025 una riproduzione dello stadio è in esposizone presso il MAXXI nell'ambito della mostra "STADI – Mito e architettura".[71][72]

## Statistiche
Dati relativi alle partite ufficiali e amichevoli, aggiornati al 1º agosto 2023.

### Primati
- Prima partita in assoluto: Sambenedettese-Lazio 1-1 (10 agosto 1985)
- Prima vittoria casalinga: Sambenedettese-Vicenza 1-0 (22 settembre 1985)
- Primo pareggio: Sambenedettese-Lazio 1-1 (10 agosto 1985)
- Prima sconfitta casalinga: Sambenedettese-Bologna 0-2 (8 dicembre 1985)

### Record spettatori paganti

13 Gennaio 1985, il presidente della Samb, Ferruccio Zoboletti (al centro) con Giacinto Facchetti (a sinistra) e il sindaco di San Benedetto del Tronto Alberto Cameli (a destra), nella primissima inaugurazione dello Stadio.

- Inaugurazione dello stadio: circa 22 000 - Sambenedettese-Milan 1-1 (13 agosto 1985)[36]
- Serie B: 16 698 - Sambenedettese-Bologna 2–2 (15 novembre 1987)[73]
- Serie C1: 12 107 - Sambenedettese-Pescara 1-1 (25 maggio 2003)[73][74]
- Serie C2: 10 800 - Sambenedettese-Brescello 3-1 (2 giugno 2002)[73]
- Serie D: 10 051 - U.S. Sambenedettese-Civitanovese 1-2 (4 maggio 2025)[75]
- Coppa Italia: 13 786 - Sambenedettese-Napoli 0-2 (28 agosto 1988)
- Spareggio promozione (finale): oltre 18 000 - Cesena-Lecce 2-1 (8 luglio 1987)
- Amichevole: 18 033 - Juventus-Bayern Monaco 1-0 (11 agosto 1997)[57][76][77]

Dati di affluenza spettatori nei campionati professionistici della Sambenedettese Calcio presso lo Stadio Riviera delle Palme:
| Stagione  | Campionato | Gare disputate | Afflenza totale | Media spettatori |
| --------- | ---------- | -------------- | --------------- | ---------------- |
| 2019/2020 | Serie C    | 13             | 41.081          | 3.160            |
| 2018/2019 | Serie C    | 19             | 48.860          | 2.572            |
| 2017/2018 | Serie C    | 17             | 60.276          | 3.546            |
| 2016/2017 | Lega Pro   | 19             | 75.420          | 3.969            |
| 2008/2009 | Lega Pro   | 17             | 40.237          | 2.367            |
| 2007/2008 | Serie C1   | 17             | 61.128          | 3.596            |
| 2006/2007 | Serie C1   | 17             | 62.219          | 3.660            |
| 2005/2006 | Serie C1   | 17             | 52.177          | 3.069            |
| 2004/2005 | Serie C1   | 17             | 69.346          | 4.079            |
| 2003/2004 | Serie C1   | 17             | 69.774          | 4.104            |
| 2002/2003 | Serie C1   | 17             | 99.041          | 5.826            |
| 2001/2002 | Serie C2   | 17             | 53.485          | 3.146            |
| 1993/1994 | Serie C1   |                |                 |                  |
| 1992/1993 | Serie C1   |                |                 |                  |
| 1991/1992 | Serie C1   |                |                 |                  |
| 1990/1991 | Serie C2   |                |                 |                  |
| 1989/1990 | Serie C1   |                |                 |                  |
| 1988/1989 | Serie B    | 19             | 95.627          | 5.033            |
| 1987/1988 | Serie B    | 19             | 112.822         | 5.938            |
| 1986/1987 | Serie B    | 19             | 116.831         | 6.149            |
| 1985/1986 | Serie B    | 19             | 147.440         | 7.760            |

## Come raggiungere lo stadio
- Auto: l'impianto si trova in Viale dello Sport 62 accanto al Palazzetto dello Sport Bernardo Speca ed è facilmente raggiungibile dall'Autostrada A14 () che serve San Benedetto con due uscite:

Per la parte sud uscita San Benedetto del Tronto, consigliata per la tifoseria ospite, tramite il Raccordo Autostradale () e la Strada Provinciale Sopraelevata n. 227 uscita Viale dello Sport.
Per la parte settentrionale uscita casello autostradale di Grottammare direzione San Benedetto del Tronto, tramite la statale 16 Adriatica ().
- Treno: dalla stazione ferroviaria di San Benedetto del Tronto e dalla stazione ferroviaria di Porto d'Ascoli località a sud della città di San Benedetto del Tronto.
- Aereo: gli aeroporti più vicini sono l'Aeroporto "Raffaello Sanzio" di Ancona - Falconara e l'Aeroporto "Pasquale Liberi" di Pescara.